# ملعب ميتروبوليتانو
ملعب ميتروبوليتانو طيران الرياض (بالإسبانية: Estadio Metropolitano)‏، يُشار إليه أيضًا باسم رياض ميتروبوليتانو Riyadh Metropolitano لأسباب الرعاية، وعُرف سابقاً باسم ملعب دي لا كومنيداد دي مدريد (بالإسبانية: Estadio de la Comunidad de Madrid)‏ و ملعب مدريد الأولمبي (بالإسبانية: Estadio Olímpico de Madrid)‏ واشتهر سابقاً باسم ملعب دي لا بينيتا (بالإسبانية: Estadio de La Peineta)‏، هو ملعب كرة قدم الخاص بنادي أتلتيكو مدريد الإسباني، ويقع في منطقة سان بلاس-كانيليخاس، بالعاصمة الإسبانية مدريد، بنفس مكان الملعب القديم المعروف باسم ملعب لا بينيتا (بالإسبانية: Estadio de La Peineta)‏. وهو الملعب الرسمي لنادي أتلتيكو مدريد الإسباني. وقد افتتح الملعب في بداية موسم 2017-2018، ويتسع الملعب لحضور 67 ألف متفرج. وقد بني الملعب على مساحة تقدر بـ88 ألفا و150 متر مربع، ما يعادل 3 أضعاف الملعب القديم، المعروف باسم ملعب فيسنتي كالديرون. تم تسمية الملعب في بداية الأمر باسم ملعب دي لا كومنيداد دي مدريد تم تغير ليصبح ملعب مدريد الأولمبي، لكن بسبب قوانين الاتحاد الأوروبي لكرة القدم فيما يخص بعقود الرعاية، تم تغيير الملعب ليصبح ملعب واندا ميتروبوليتانو.
كان من المفترض أن يتم الإبقاء على التسمية القديمة للملعب والمعروف باسم ملعب لا بينيتا، لكن في 9 ديسمبر 2016، أعلن نادي أتلتيكو مدريد عن تغيير الاسم ليصبح ملعب واندا ميتروبوليتانو. ويعود سبب تغيير اسم الملعب إلى استحواذ مجموعة واندا الصينية على 20% من أسهم نادي أتلتيكو مدريد. وقد قامت مجموعة واندا بشراء حقوق رعاية الملعب الجديد لمدة خمسة مواسم مقابل 10 ملايين يورو سنوياً.
سبب تسمية الملعب باسم ملعب ميتروبوليتانو طيران الرياض بسبب شراكة طيران الرياض مع اتليتكو مدريد.
تاريخياً، افتتح الملعب الذي كان مملوكاً للجنة الأولمبية الإسبانية في 6 سبتمبر 1994 تحت اسم ملعب لا بينيتا، بعدما بني كملعب متعدد الاستخدام من أجل استضافة الملعب لمنافسات ألعاب القوى، بسعة إجمالية قدرت ب 20 ألف متفرج. بعد فشل ترشيحات مدينة مدريد لاستضافة منافسات الألعاب الأولمبية الصيفية أعوام 2012 و2016 و2020. وفي عام 2003 تقرر نقل ملكية الملعب لبلدية مدريد، ثم تقرر بعدها إغلاق الملعب في 2004. في 12 ديسمبر 2008، تم الأعلان عن توقيع اتفاقية بين البرتو رويز جالاردون رئيس بلدية مدريد في ذلك الوقت، وانريكي سيريزو رئيس نادي أتلتيكو مدريد، وتتضمن الاتفاقية استحواذ نادي أتلتيكو مدريد على الأرض والملعب استحواذاً كاملاً في عام 2015. وبمجرد تنفيذ الإتفاقية في 2015، تم الإعلان عن إعادة هيكلة المشروع عن طريق هدم الملعب القديم والبدء ببناء الملعب الجديد الذي سوف يرفع السعة الإجمالية من 20 ألف متفرج إلى 68 ألف متفرج. في نوفمبر من عام 2011، بدأ عمليات التجديد، والتي اتنتهت في بداية عام 2017.